# Банки Молдови

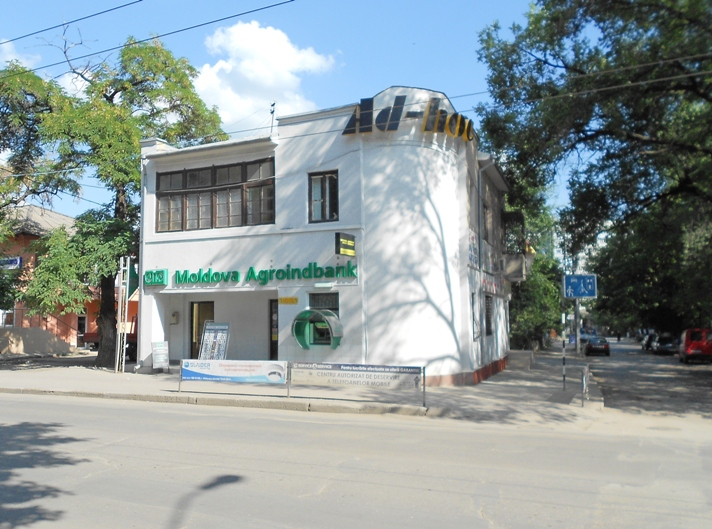
Moldova Agroindbank, Бєльці

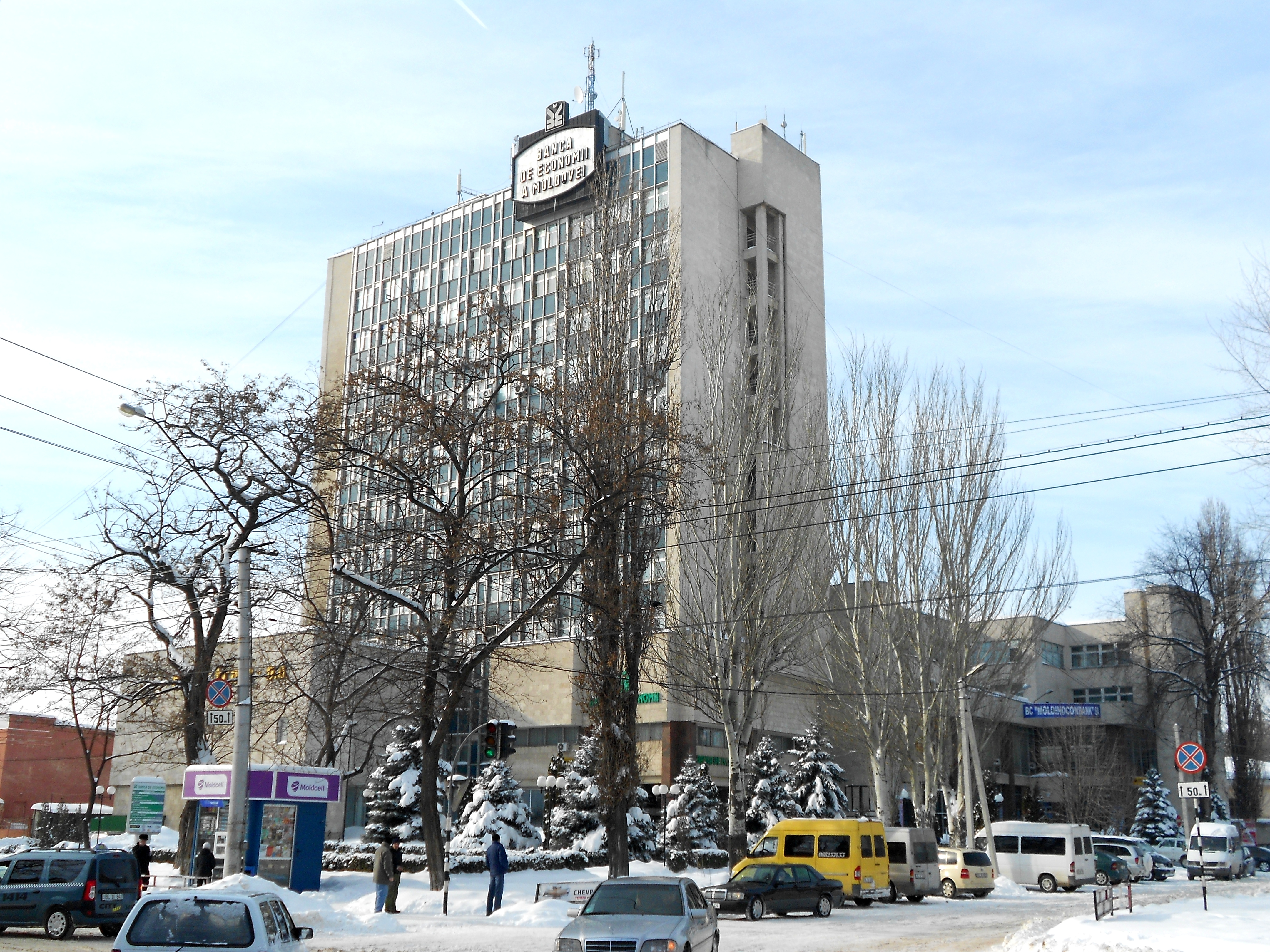
Banca de Economii, Бєльці

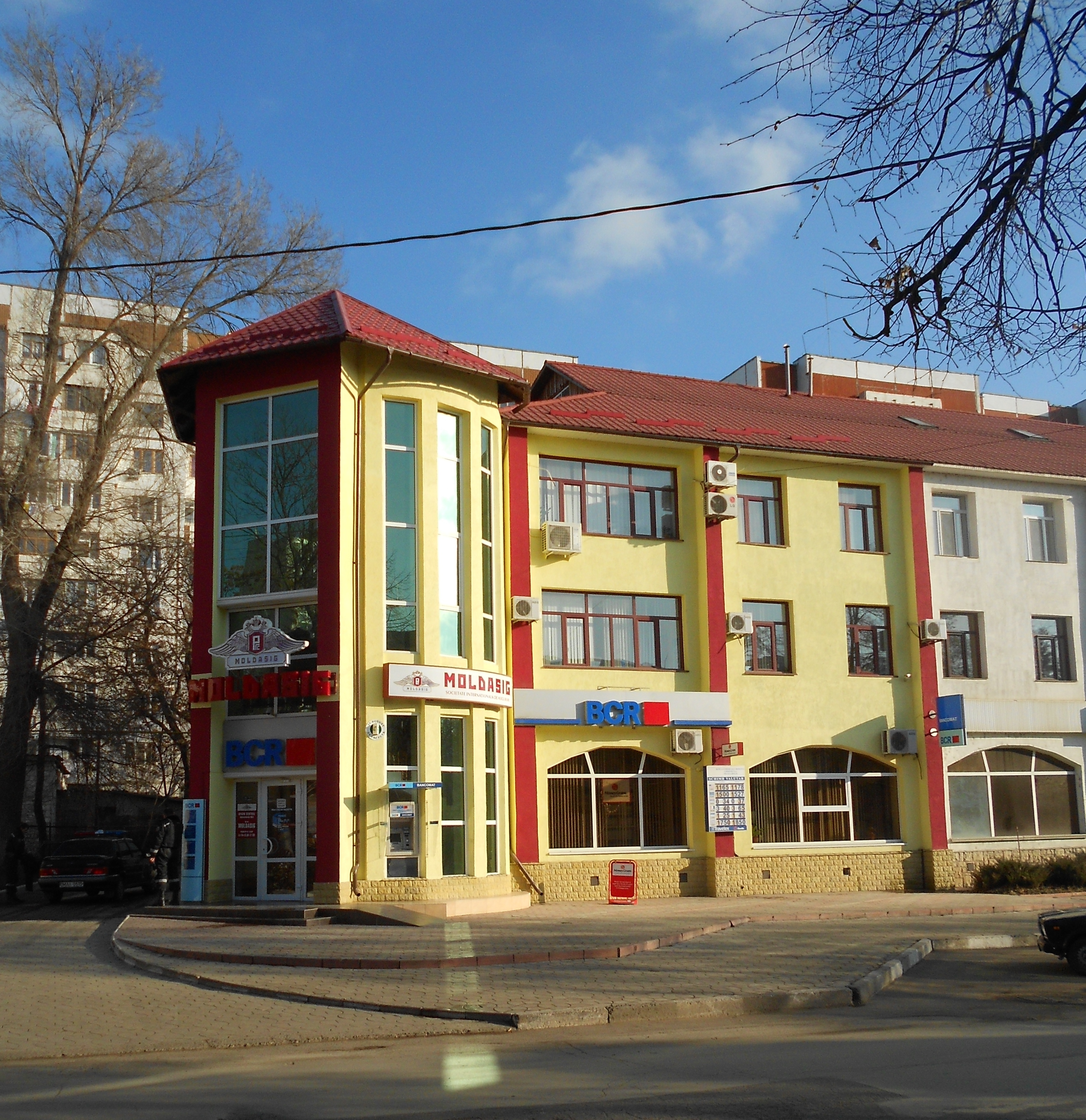
Banca Comercială Română, Бєльці

Список банків Молдови — перелік кредитно-фінансових установ Молдови.

## Центробанк
- Національний банк Молдови

## Основні комерційні банки
- BCR Chișinău
- Comerțbank
- Energbank
- EuroCreditBank
- EximBank
- FinComBank
- MobiasBanca
- ProCredit Bank

## Банки у стані ліквідації
- Bancosind[1]
- Basarabia[2]
- BIID MB[3]
- Bucuriabank[4]
- Guinea[5]
- Întreprinzbancă[6]
- InvestPrivatBank[7]
- Oguzbank[8]
- Universalbank[9]
- Vias[10]

## Під спостереженням
- Moldova Agroindbank
- Moldindconbank
- Victoriabank

## Ліквідовані
- Banca de Economii
- Banca Socială
- Unibank
- Banca Municipală Chișinău[11]
- BTR Moldova[12]
- Businessbank[13]